# Nalavibergs ekäng
Nalavibergs ekäng este o arie protejată (arie specială de conservare — SAC, sit de importanță comunitară — SCI) din Suedia întinsă pe o suprafață de 13,4 ha, integral pe uscat.

## Localizare
Centrul sitului Nalavibergs ekäng este situat la coordonatele 59°03′34″N 14°56′01″E / 59.0594°N 14.9335°E.

## Înființare
Situl Nalavibergs ekäng a fost declarat sit de importanță comunitară în ianuarie 1997 pentru a proteja 1 specie de animale. Situl a fost protejat și ca arie specială de conservare în martie 2011.

## Biodiversitate
Situată în ecoregiunea boreală, aria protejată conține 2 habitate naturale: Fânețe de joasă altitudine (Alopecurus pratensis, Sanguisorba officinalis), Pășuni din zone de pădure fino-scandinave.
La baza desemnării sitului se află o specie protejată de  nevertebrate: Osmoderma eremita.